# Cochinchina Francesa
Cochinchina Francesa (em francês: Cochinchine française; em vietnamita: Xứ thuộc địa Nam Kỳ, chữ Hán: 處屬地南圻) foi uma colônia da Indochina Francesa de 1862 a 1949, abrangendo o que hoje é o sul do Vietnã. Os franceses operavam uma economia de plantação cujo principal produto estratégico era a borracha.
Após o fim da ocupação japonesa (1941-1945) e a expulsão de Saigon do Việt Minh, partido nacionalista e liderado pelos comunistas, em 1946, o território foi reorganizado como República Autônoma da Cochinchina pelos franceses, uma decisão controversa que ajudou a desencadear a Primeira Guerra da Indochina. Em mais um movimento para negar as reivindicações da República Democrática do Vietnã declaradas em Hanói pelo Việt Minh em junho de 1949, após os Acordos do Eliseu em março, Cochinchina foi formalmente unida a Annam e Tonkin no Estado do Vietnã dentro da União Francesa.
Nam Kỳ originou-se do reinado de Minh Mạng da Dinastia Nguyễn, mas tornou-se um nome associado ao período colonial francês e, portanto, os vietnamitas, especialmente os nacionalistas, preferem o termo Nam Phần para se referir ao Sul do Vietnã.

## História

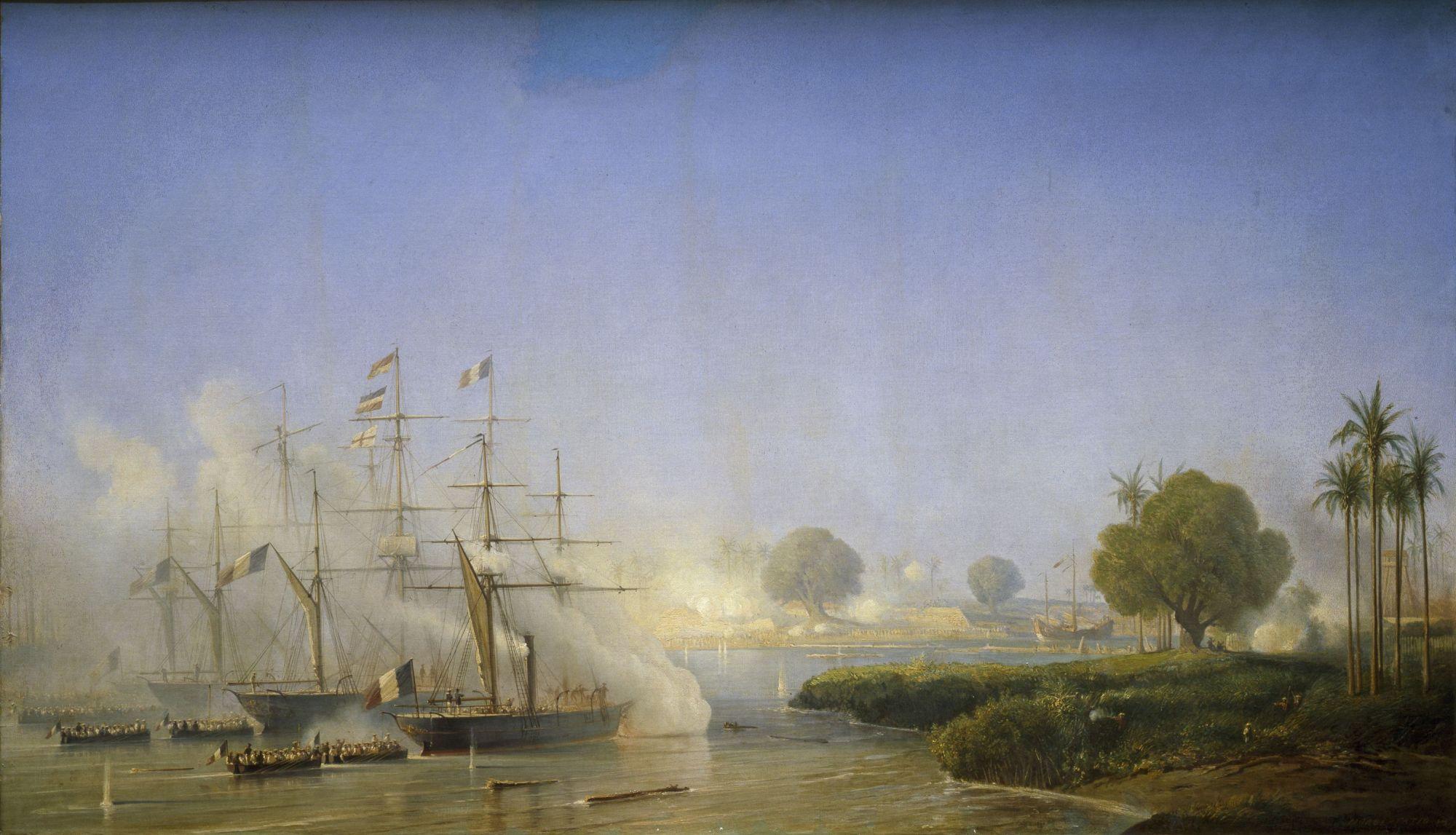
Captura de Saigon pela França

### Conquista francesa
Em 1858, sob o pretexto de proteger o trabalho dos missionários católicos franceses, que a dinastia imperial vietnamita Nguyễn considerava cada vez mais uma ameaça política, o almirante francês Charles Rigault de Genouilly, com a ajuda de forças espanholas das Filipinas, atacou Tourane (atual Da Nang) em Annam.  No início de 1859, ele deu continuidade a isso com um ataque a Saigon, mas, assim como em Tourane, não conseguiu tomar território fora do perímetro defensivo da cidade. O cerco vietnamita a Saigon só foi levantado em 1861, quando forças francesas adicionais conseguiram avançar através do Delta do Mekong. 
Os vietnamitas cederam em 1862 e assinaram o Tratado de Saigon. Isso garantiu a livre prática da religião católica; abriu o Delta do Mekong (e três portos no norte, em Tonkin) ao comércio; e cedeu à França as províncias de Biên Hòa, Gia Định e Định Tường, juntamente com as ilhas de Poulo Condore. Em 1867, o almirante francês Pierre de la Grandière forçou os vietnamitas a render três províncias adicionais, Châu Đốc, Hà Tiên e Vĩnh Long . Com estas três adições, todo o sul do Vietnã e o Delta do Mekong ficaram sob o controlo francês. 

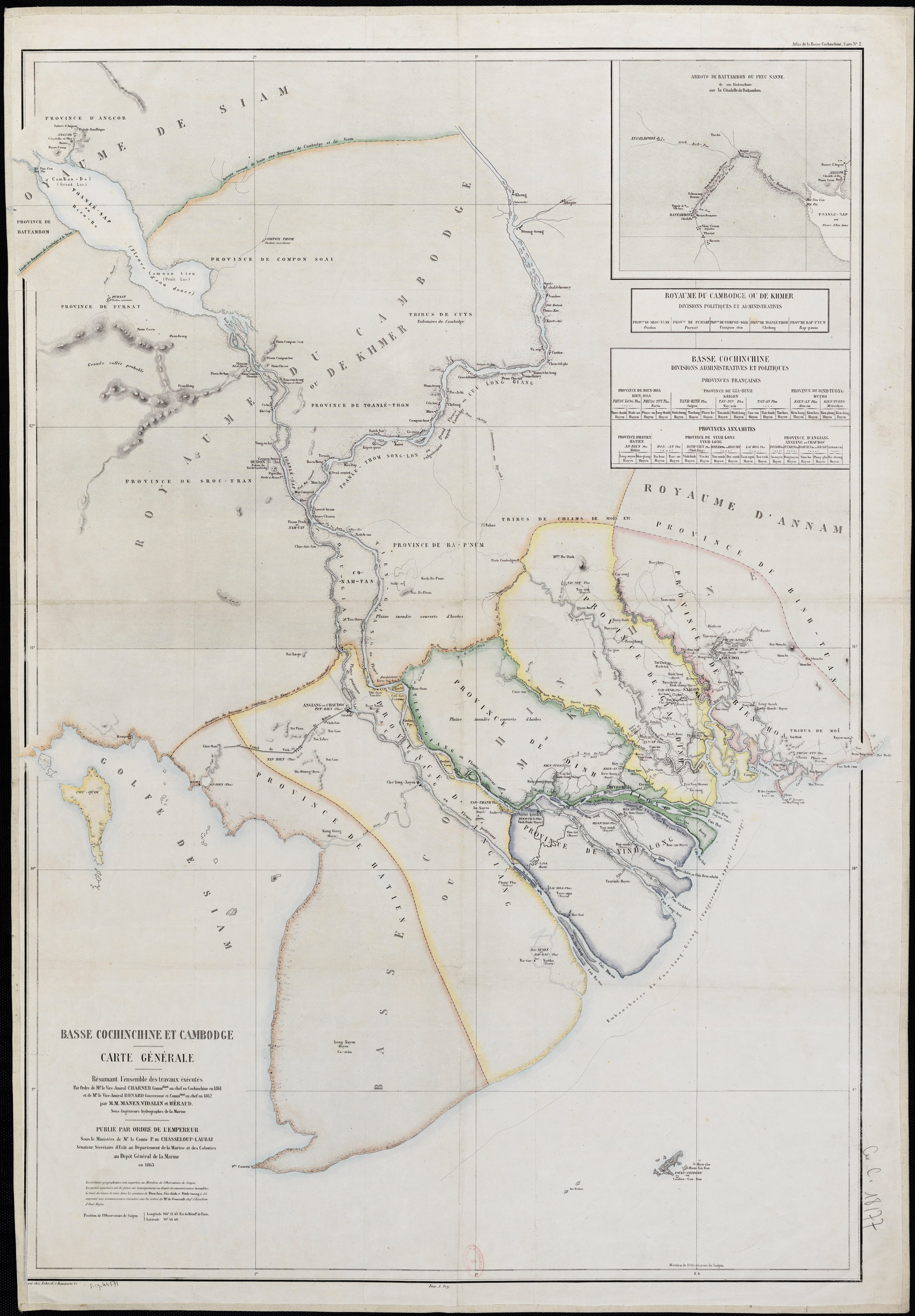
As seis províncias da Baixa Cochinchina em 1863

### Consolidação do poder
Em 1871, todos os territórios cedidos aos franceses no sul do Vietname foram incorporados como colônia de Cochinchina, com o almirante Dupré como seu primeiro governador. 
Em 1887, a colônia se tornou um membro federal da União da Indochina Francesa. Ao contrário dos protetorados de Aname (Vietnã central) e Tonkin (Vietnã norte), Cochinchina era governada diretamente pelos franceses e representada por um deputado na Assembleia Nacional em Paris.
Dentro da Indochina, Cochinchina era o território com a maior população europeia. No seu auge, em 1940, estima-se que tenha 16.550 europeus, a grande maioria vivendo em Saigon. 

### Economia de plantação
As autoridades francesas desapropriaram os proprietários de terras e os camponeses vietnamitas para garantir o controlo europeu da expansão da produção de arroz e borracha.  Em 1930, os franceses controlavam mais de um quarto das terras agrícolas da Cochinchina.  No entanto, os proprietários franco-vietnamitas continuaram a ter um domínio intrínseco no Delta do Mekong, controlando a maior parte da propriedade agrícola e da produção de arroz da região.  Os franceses iniciaram a produção de borracha em Cochinchina em 1907, buscando uma parte dos lucros monopolistas que os britânicos estavam obtendo com suas plantações na Malásia. O investimento da França metropolitana foi incentivado por grandes concessões de terras que permitiram o cultivo da borracha em escala industrial.  As florestas tropicais virgens no leste da Cochinchina, as “terras vermelhas” altamente férteis, foram desmatadas para a nova cultura de exportação. 
Esses acontecimentos contribuíram para a revolta de Cochinchina em 1916. Os insurgentes tentaram invadir a prisão central de Saigon e mantiveram uma resistência prolongada no Delta do Mekong. Cinquenta e um deles foram enforcados. 
À medida que se expandiam em resposta ao aumento da procura de borracha após a Primeira Guerra Mundial, as plantações europeias recrutaram, como mão-de-obra contratada, trabalhadores das "aldeias superlotadas do Delta do Rio Vermelho em Tonkin e das terras baixas costeiras de Aname".  Estes migrantes, apesar dos esforços da Sûreté na triagem política, trouxeram para o sul a influência do Partido Comunista de Nguyen Ai Quoc (Ho Chi Minh),  e de outros partidos nacionalistas clandestinos (o Tan Viet e o Việt Nam Quốc Dân Đảng).  Ao mesmo tempo, o campesinato local foi levado à servidão por dívidas e ao trabalho nas plantações, devido aos impostos sobre a terra e ao voto.  Em 1930, 80% das terras de cultivo de arroz eram propriedade de 25% de proprietários de terras, e 57% da população rural eram camponeses sem terra que trabalhavam em grandes propriedades.  Essa combinação de fatores levou a greves e distúrbios generalizados e recorrentes. A Phú Riềng Đỏ (literalmente "Delta do Rio Vermelho") de 1930 foi a mais significativa dessas greves, com confrontos armados entre trabalhadores em greve numa extensa plantação de borracha Michelin de 5.500 hectares. 
Em resposta à agitação rural e à crescente militância trabalhista em Saigon, as autoridades francesas detiveram, entre 1930 e 1932, mais de 12.000 prisioneiros políticos, dos quais 88 foram guilhotinados, e quase 7.000 condenados à prisão ou a trabalhos forçados em colónias penais. 

### Frente Popular promete reforma
Em 1936, a formação na França do governo da Frente Popular liderado por Léon Blum foi acompanhada de promessas de reforma colonial. Na Cochinchina, o novo governador-geral da Indochina, Jules Brévié,  procurou apaziguar a situação política tensa e expectante, amnistiando os presos políticos e aliviando as restrições à imprensa, aos partidos políticos,  e aos sindicatos. 
Saigon testemunhou mais agitação que culminou em greves gerais nos portos e transportes no verão de 1937.  Em abril daquele ano, o Partido Comunista e sua oposição de esquerda trotskista apresentaram uma chapa comum para as eleições municipais, com seus respectivos líderes Nguyễn Văn Tạo e Tạ Thu Thâu ganhando assentos. A excepcional unidade anticolonial da esquerda, contudo, foi dividida pela sombra cada vez maior dos Julgamentos de Moscou e pelo crescente protesto contra o fracasso da Frente Popular apoiada pelos comunistas em concretizar a reforma constitucional.  O ministro colonial Marius Moutet, um socialista, comentou que havia buscado "uma ampla consulta com todos os elementos da [vontade] popular", mas com "os trotskistas-comunistas intervindo nas aldeias para ameaçar e intimidar a seção camponesa da população, tirando toda a autoridade dos funcionários públicos", a "fórmula" necessária não havia sido encontrada. 

### Guerra e a Insurreição de 1940
Nas eleições do Conselho de Cochinchina de abril de 1939, Tạ Thu Thâu liderou uma "Lista de Trabalhadores e Camponeses" à vitória sobre os constitucionalistas moderados e a Frente Democrática dos comunistas. A chave para o seu sucesso foi a oposição popular aos impostos de guerra ("imposto de defesa nacional") que o Partido Comunista, no espírito do acordo franco-soviético, se sentiu obrigado a apoiar.  Brévié deixou de lado os resultados das eleições e escreveu ao Ministro Colonial Georges Mandel: "os trotskistas sob a liderança de Ta Thu Thau querem tirar proveito de uma possível guerra para obter a libertação total". Os stalinistas, por outro lado, estão "seguindo a posição do Partido Comunista na França" e "serão, portanto, leais se a guerra estourar". 
Com o Pacto Molotov-Ribbentrop de 23 de agosto de 1939, os comunistas locais foram ordenados pelo Comintern a retornar ao confronto direto com os franceses. Sob o lema "Terra para os lavradores, liberdade para os trabalhadores e independência para o Vietname",  o Partido Comunista da Cochinchina instigou uma insurreição generalizada em Novembro de 1940. A revolta não penetrou em Saigon, pois uma tentativa de levante na cidade foi reprimida em um dia. No Delta do Mekong, os combates continuaram até ao final do ano.  

### Ocupação japonesa
Após um breve confronto transfronteiriço com as forças francesas em setembro de 1940, as forças japonesas ocuparam Tonkin. Em 9 de dezembro de 1940, foi alcançado um acordo com o governo de Vichy, pelo qual a soberania francesa sobre seu exército e assuntos administrativos foi confirmada, mas as forças japonesas estavam livres para lutar a guerra contra os Aliados em solo indochinês.  Um movimento de tropas em larga escala só ocorreu depois da invasão nazista da União Soviética no final de junho de 1941. Com os soviéticos dominados, o alto comando concluiu que um "ataque ao sul" resolveria os problemas impostos ao Japão pelo embargo de petróleo liderado pelos Estados Unidos. Para preparar uma invasão das Índias Orientais Holandesas, ricas em petróleo, cerca de 140.000 soldados japoneses ocuparam o sul da Indochina Francesa em 28 de julho de 1941. 
As tropas francesas e a administração civil foram autorizadas a permanecer, embora sob supervisão japonesa. Embora a política do governo japonês de “manter a paz” na Indochina limitasse as interações entre japoneses e vietnamitas, a contradição da coexistência mútua entre a França, como “missionária da civilização”, e o Japão, como “libertador da Ásia” do colonialismo ocidental, não pôde ser escondida. As tensões contribuíram para o sentimento nacionalista e anticolonial.  Com base na seita local Coadaist, os japoneses começaram a encorajar grupos nacionalistas em Cohinchina a partir de 1943. 
Após a libertação de Paris em 1944, o Japão suspeitou cada vez mais que as autoridades francesas ajudariam as operações aliadas. Em março de 1945, um golpe de estado japonês na Indochina Francesa prendeu os europeus e impôs sua autoridade direta. O golpe, nas palavras do diplomata Jean Sainteny, "destruíra uma empresa colonial que existia há 80 anos".  Em agosto de 1945, ao enfrentarem a derrota, os japoneses criaram tardiamente um estado fantoche, incorporando Cochinchina ao Império do Vietnã sob a autoridade nominal do Bảo Đại. 

### A Revolução de Agosto e o retorno do domínio francês
Em 2 de setembro de 1945, em Hanói, Ho Chi Minh e sua nova Frente para a Independência do Vietnã, o Việt Minh, proclamaram a República Democrática do Vietnã.  Já em 24 de agosto, o Viet Minh havia declarado um governo provisório (um Comitê Administrativo do Sul) em Saigon. Quando, com o propósito declarado de desarmar os japoneses, o Viet Minh acomodou o desembarque e o posicionamento estratégico de seus "aliados democráticos" de guerra, os britânicos e grupos políticos rivais compareceram em massa, incluindo as seitas sincréticas Hòa Hảo e Cao Dai. Nos dias 7 e 8 de setembro de 1945, na cidade do delta de Cần Thơ, o comitê teve que contar com a Jeunesse d'Avant-Garde / Thanh Niên Tiền Phong (Juventude de Vanguarda), que havia contribuído para a defesa civil e o policiamento sob o comando japonês.  Eles atiraram contra multidões que exigiam armas contra os franceses. 
Em Saigon, a violência da restauração francesa auxiliada por tropas britânicas e japonesas rendidas desencadeou uma revolta geral em 23 de setembro. No decurso do que ficou conhecido como a Guerra da Resistência do Sul (Nam Bộ kháng chiến)  o Viet Minh derrotou as forças de resistência rivais, executando os seus quadros dirigentes, mas, no final de 1945, foi expulso de Saigon e dos principais centros urbanos para o campo.  

### Incorporação ao Estado do Vietnã

Bandeira da República Autônoma da Cochinchina

Em 1 de junho de 1946, enquanto a liderança do Viet Minh estava na França para negociações, por iniciativa do Alto-Comissário d'Argenlieu e em violação do acordo Ho-Sainteny de 6 de março, uma assembleia territorial local proclamou uma "República Autônoma".  A guerra entre a França e o Viet Minh começou logo depois. Nguyễn Văn Thinh, o primeiro chefe de governo, morreu em um aparente suicídio em novembro de 1946. Ele foi sucedido por Lê Văn Hoạch, um membro da seita caodaísta. Em 1947, Nguyễn Văn Xuân substituiu Lê e renomeou o "Governo Provisório da República Autônoma da Cochinchina" como "Governo Provisório do Vietnã do Sul", sugerindo que seu objetivo era reunificar todo o país. 
No ano seguinte, o Governo Central Provisório do Vietnã foi proclamado com a fusão de Aname e Tonkin: Xuân se tornou seu primeiro-ministro e deixou o cargo em Cochinchina, onde foi substituído por Trần Văn Hữu. Xuân e os franceses concordaram em reunificar o Vietnã, mas Cochinchina representava um problema devido ao seu status legal mal definido. A reunificação foi contestada pelos colonos franceses, que ainda eram influentes no conselho cochinchinês, e pelos autonomistas do Vietnã do Sul. Juntos, eles atrasaram o processo de reunificação argumentando que Cochinchina ainda era legalmente uma colônia – já que seu novo status de república nunca havia sido ratificado pela Assembleia Nacional Francesa – e que qualquer mudança territorial, portanto, exigiria a aprovação do parlamento francês. Xuân emitiu um estatuto reunindo Cochinchina com o resto do Vietname, mas foi rejeitado pelo conselho cochinchinês. 
Cochinchina permaneceu separada do resto do Vietnã por mais de um ano, enquanto o antigo imperador Bảo Đại — que os franceses queriam trazer de volta ao poder como uma alternativa política a Ho Chi Minh — se recusou a retornar ao Vietnã e assumir o cargo de chefe de estado até que o país fosse totalmente reunificado. Em 14 de março de 1949, a Assembleia Nacional Francesa votou uma lei permitindo a criação de uma Assembleia Territorial da Cochinchina. Este novo parlamento cochinchinês foi eleito em 10 de abril de 1949, com os representantes vietnamitas se tornando maioria. Em 23 de abril, a Assembleia Territorial aprovou a fusão do Governo Provisório do Vietnã do Sul com o Governo Central Provisório do Vietnã. A decisão foi por sua vez aprovada pela Assembleia Nacional Francesa em 20 de Maio,  e a fusão foi efetiva em 4 de Junho.  O Estado do Vietnã foi então proclamado, com Bảo Đại como chefe de estado. 

## Administração

### Governo
Após a invasão colonial francesa, os mandarins vietnamitas retiraram-se da Cochinchina, levando os franceses a adoptar uma política de governo direto. 
O cargo mais alto no governo da Cochinchina Francesa era o de Governador da Cochinchina (統督南圻, Thống đốc Nam Kỳ), que depois de 1887 se reportava diretamente ao Governador-Geral da Indochina Francesa.  Como a Cochinchina Francesa era uma colónia governada diretamente, o aparelho colonial francês operava a todos os níveis de governo, incluindo a nível provincial, distrital e comunal. 
Cada província cochinchinesa era chefiada por um oficial francês com o título de "Chủ tỉnh" (主省) ou "Tỉnh trưởng" (省長). Esses funcionários tinham funções e responsabilidades semelhantes às do equivalente francês "Công sứ" (公使) nas províncias da dinastia Nguyễn.  As províncias da Cochinchina Francesa foram divididas em distritos conhecidos como "Tong" e chefiados por um "Chanh tong", e os distritos por sua vez foram divididos em comunas conhecidas como "xã" (社), chefiadas por um "Huong ca".  Tanto os chefes de distrito como os de comuna eram funcionários assalariados da administração colonial francesa. 

### Leis
Durante os primeiros períodos do domínio francês na Cochinchina, tanto as leis francesas como as leis da dinastia Nguyễn eram aplicadas e os infratores de ambas enfrentavam julgamento nos tribunais franceses.  Inicialmente, os franceses foram julgados usando as leis francesas e os vietnamitas (então conhecidos como "povo anamita") foram julgados usando as leis da dinastia Nguyễn, juntamente com um novo conjunto de disposições que os franceses introduziram para seus súditos coloniais.  Os tribunais franceses aplicaram as suas decisões com base em dois sistemas jurídicos diferentes.  Após a consolidação do poder francês, as leis da dinastia Nguyễn foram completamente abolidas na Cochinchina e apenas as leis francesas foram aplicadas na colônia. 
Em 6 de janeiro de 1903, o governador-geral da Indochina Francesa, Jean Baptiste Paul Beau, emitiu um decreto que estabelecia que as infrações às leis francesas e indígenas seriam levadas aos tribunais franceses e que os infratores seriam julgados apenas de acordo com o código penal da Cochinchina Francesa.  Durante este período, o Governador-Geral da Indochina Francesa também emitiu um decreto que introduziu novas leis para multar pessoas por uma série de delitos comuns fora do código penal francês. 

## Galeria

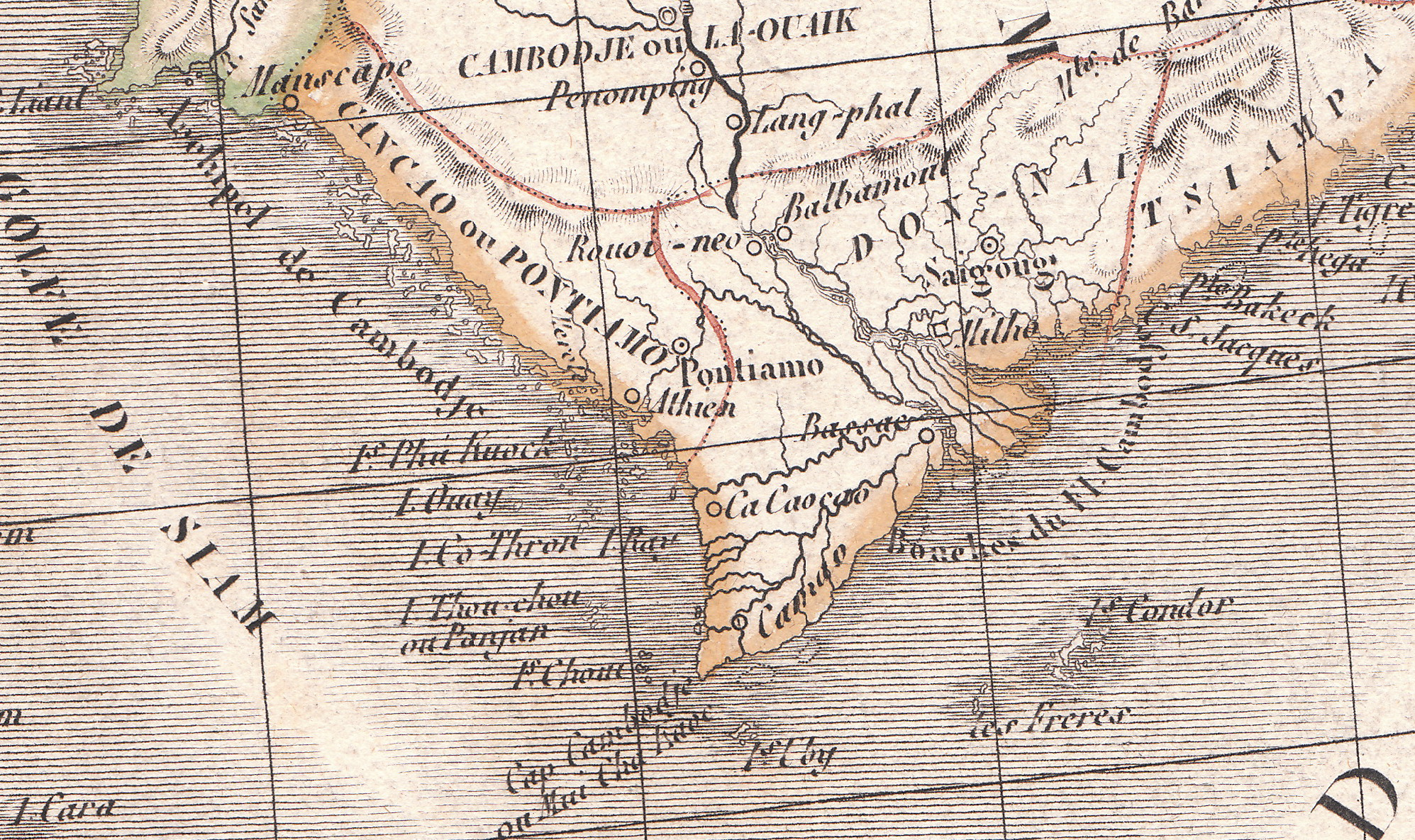
Cochinchina em 1829 sob a Dinastia Nguyễn
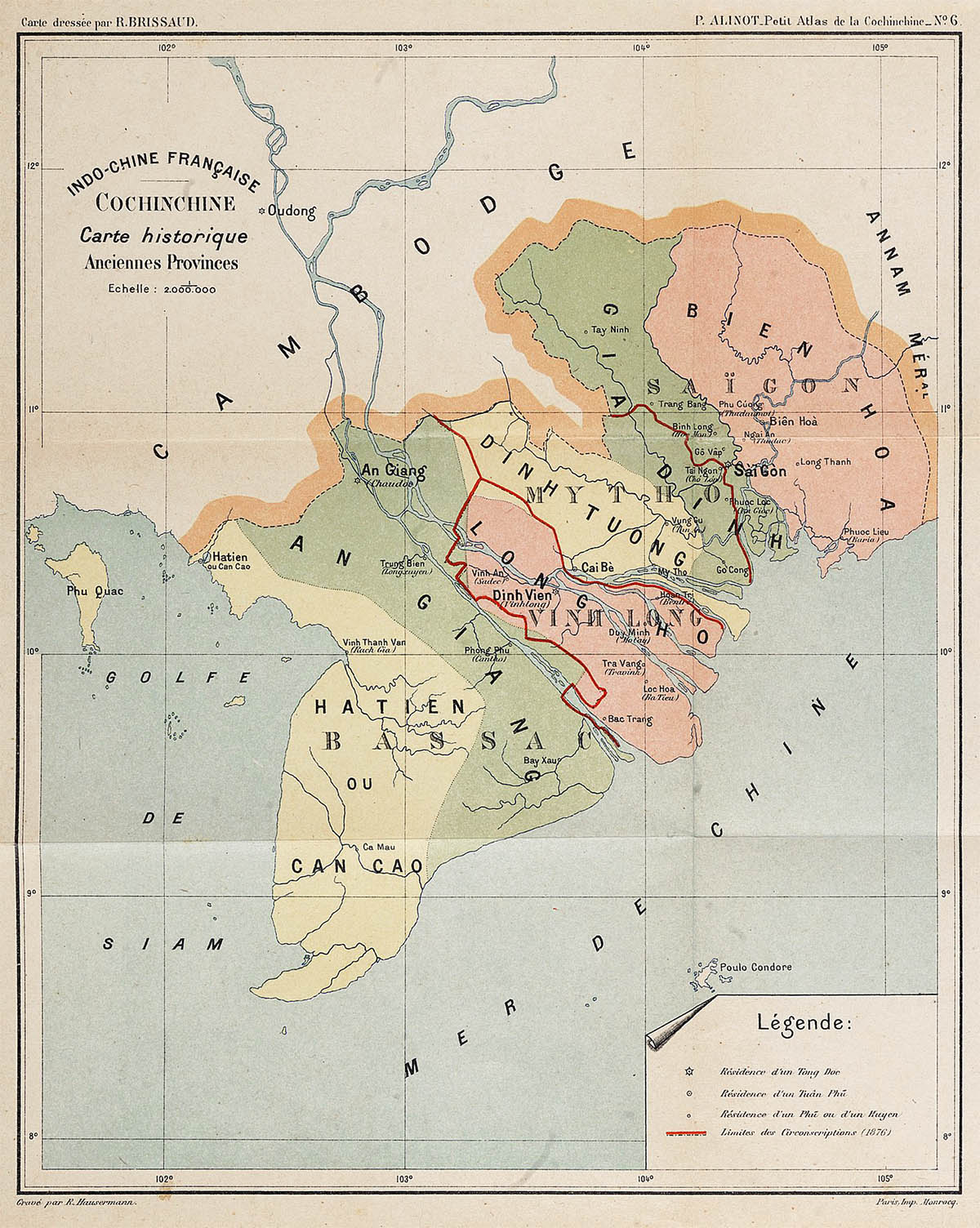
Cochinchina em 1876
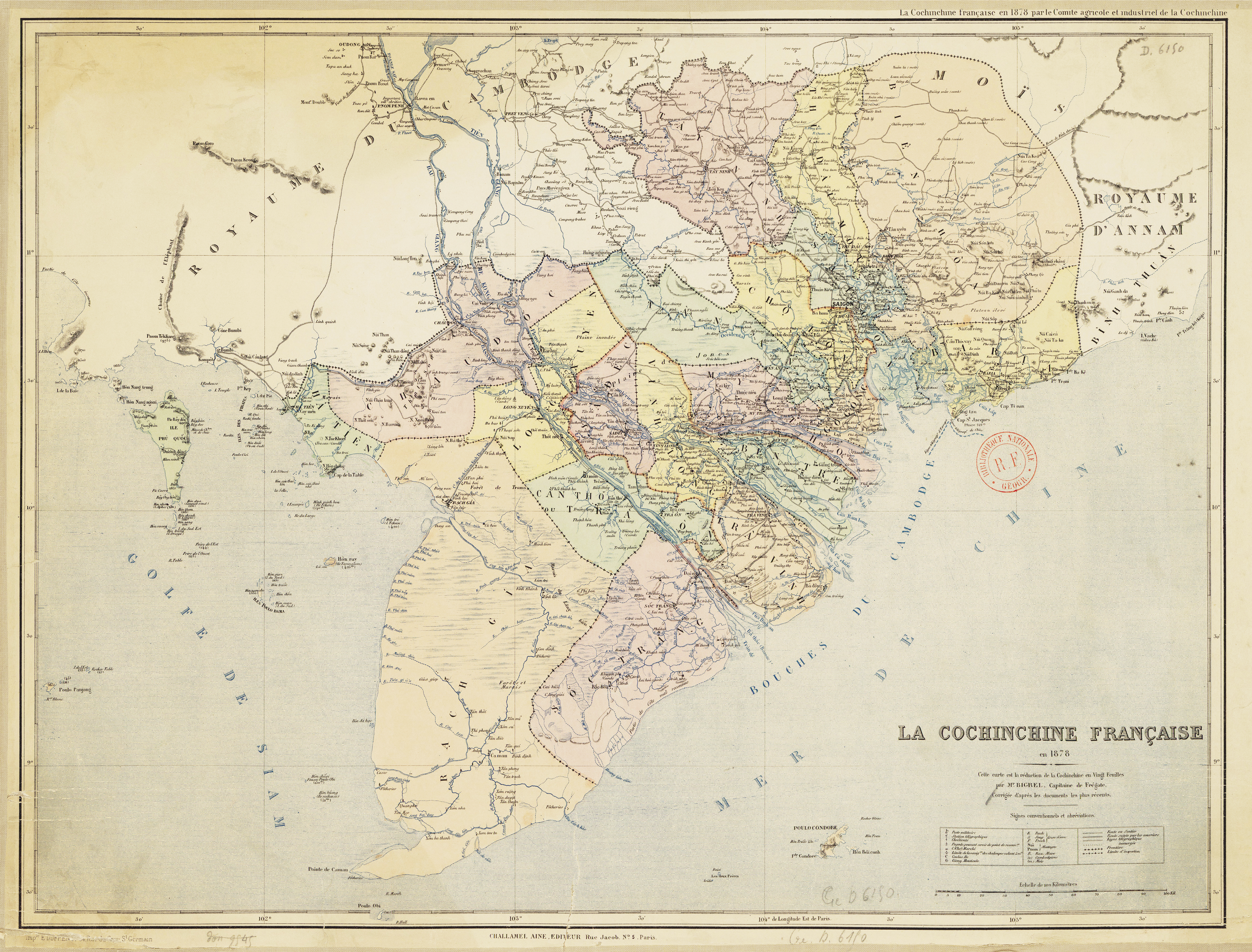
Cochinchina em 1878
Cochinchina em 1882
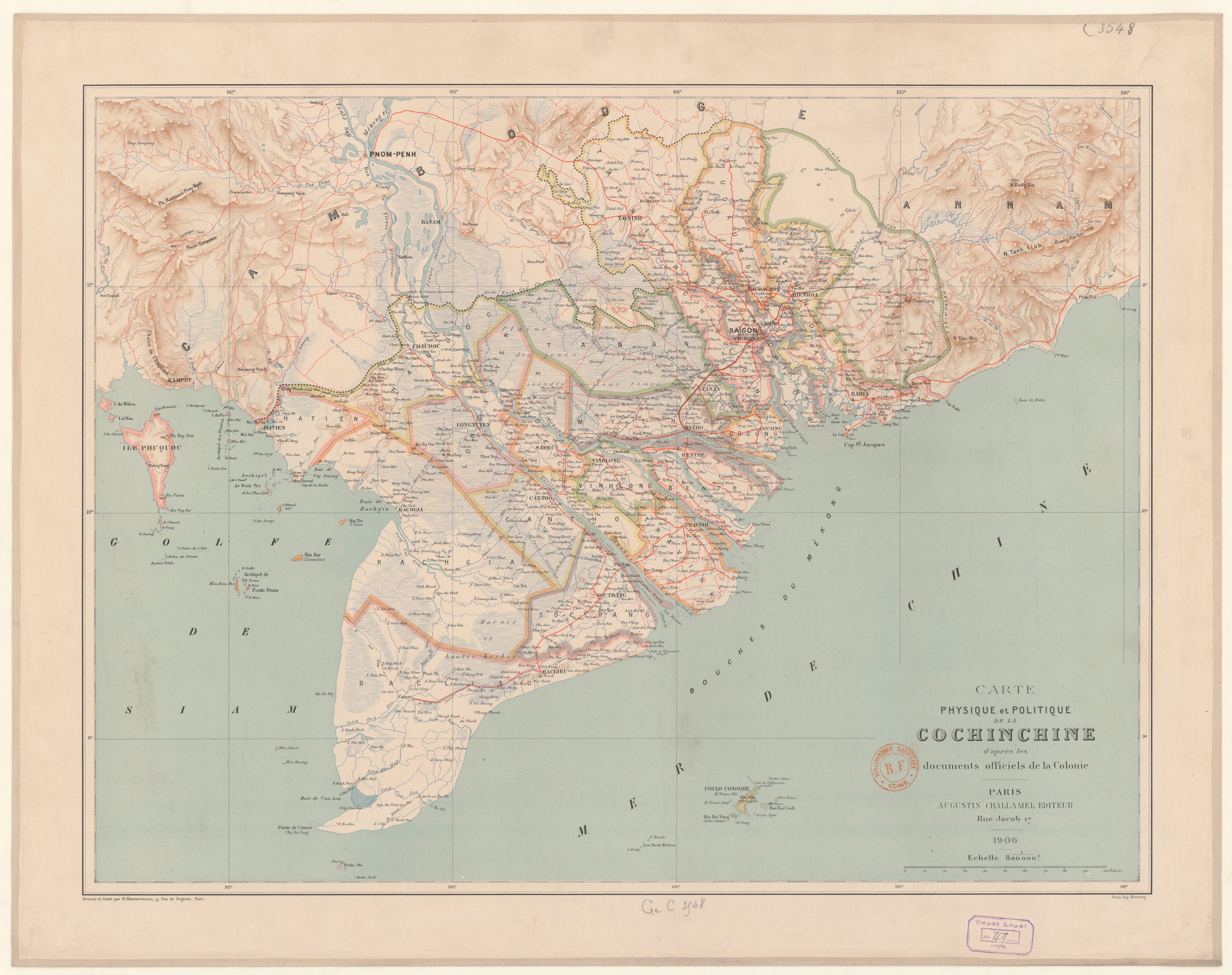
Cochinchina em 1906
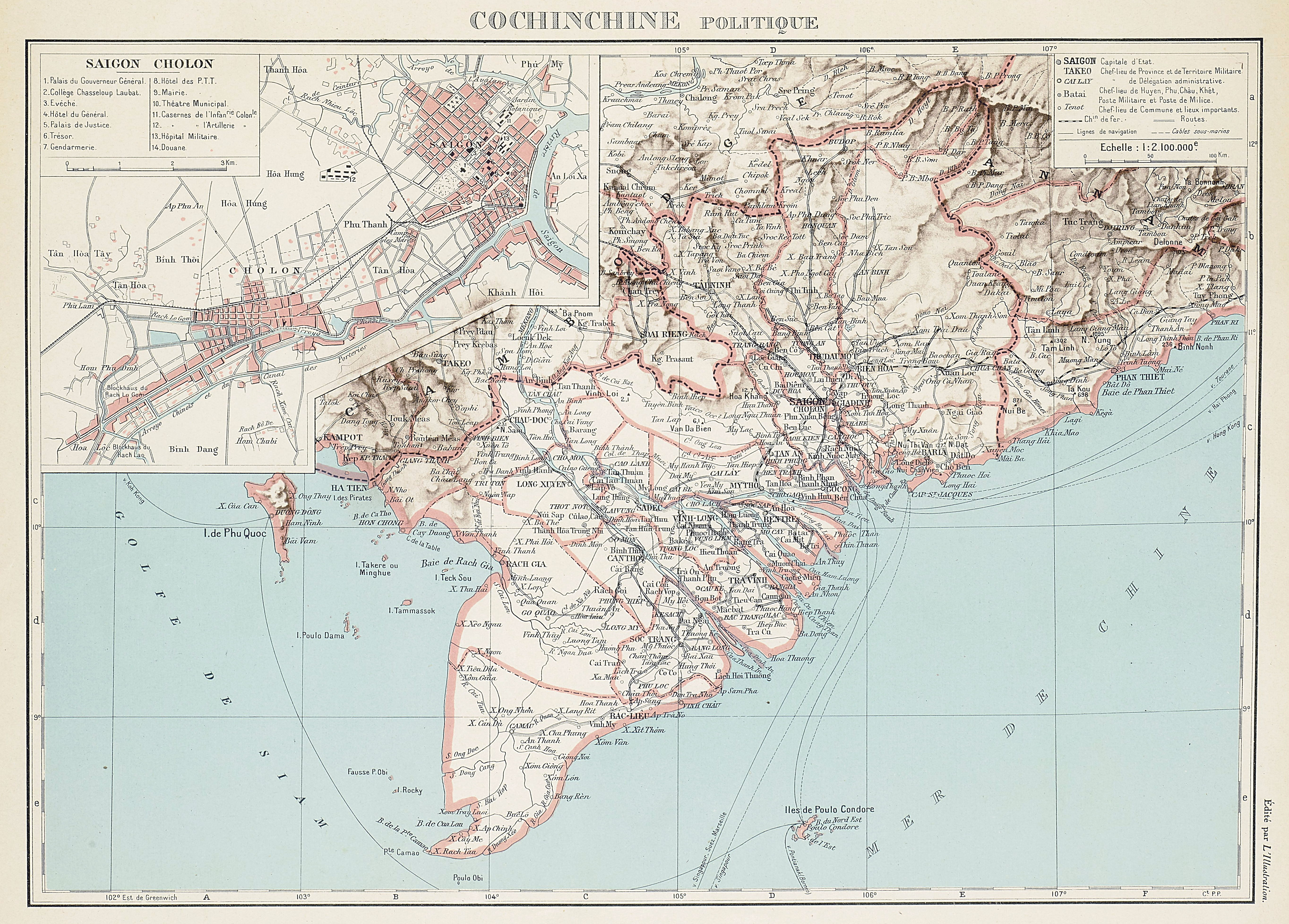
Cochinchina em 1929